# Mohamed Zouaoui

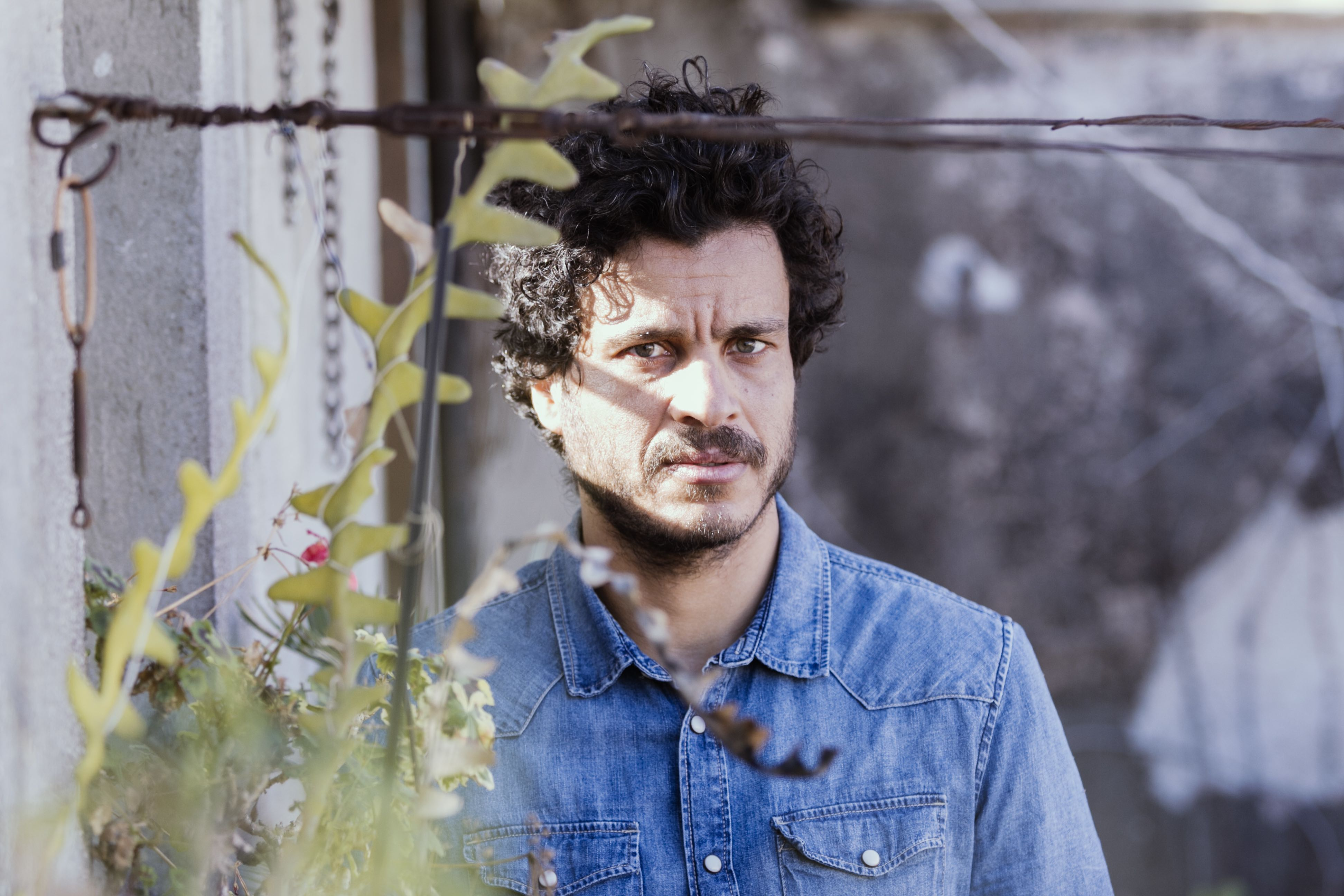
Mohamed Zouaoui Roma

Mohamed Zouaoui Picture

Mohamed Zouaoui (arabisch محمد الزواوي, DMG Muḥammad az-Zawāwī; *  in Mahdia, Tunesien) ist ein in Italien lebender tunesischer Schauspieler.

## Leben
Mohamed Zouaoui, geboren in Mahdia einer kleinen Küstenstadt in Tunesien und Sohn eines ehemaligen Lehrers, arbeitete anschließend als Fotograf und Chefanimateur in touristischen Einrichtungen Süd- und Norditalien.
Mohamed Zouaoui absolvierte im Jahr 2004 seinen ersten TV-Auftritt und bekam anschließend in der Mini-Serie Posso chiamarti amore? seine erste Rolle. Des Weiteren war er in Nassiryia - Per non dimenticare, Capri, RIS Delitti imperfitti und Liberi di giocare zu sehen. 2008 folgte mit L’ultimo Pulcinella unter der Regie von Maurizio Scapparo sein Kinodebüt, dem Auftritt in I mostri oggi und I fiori di Kirkuk zu sehen. Für letztere Rolle wurde er unter anderem für den Globo d’Oro in der Kategorie Bester Nachwuchsschauspieler ausgezeichnet.

## Filmografie (Auswahl)
- 2008: L'ultimo Pulcinella
- 2009: I mostri oggi
- 2010: I fiori di Kirkuk
- 2010: Il padre e lo straniero
- 2013: Carta bianca
- 2014: Amici come noi
- 2017: Noble Earth
- 2018: Dead on Rime
- 2018: Beirut